# Eindhoven Qualification Meet
De Eindhoven qualification meet is internationale zwemwedstrijd en tevens een kwalificatietoernooi in de zwemsport.
Tijdens dit evenement kunnen de zwemmer limieten proberen te behalen om zich te plaatsen voor grote kampioenschappen zoals de Olympische zomerspelen, WK zwemmen en het EK zwemmen. De accommodatie voor dit evenement is het Nationaal Zwemcentrum de Tongelreep in Eindhoven. Er zijn 34 onderdelen en geen estafette-onderdelen.

## Edities
| Editie | Wedstrijd                         | Accommodatie                                  | Datum       |
| ------ | --------------------------------- | --------------------------------------------- | ----------- |
| 4      | Eindhoven Qualification Meet 2024 | Nationaal Zwemcentrum de Tongelreep,Eindhoven | 11-14 april |
| 3      | Eindhoven Qualification Meet 2023 | Nationaal Zwemcentrum de Tongelreep,Eindhoven | 6-9 april   |
| 2      | Eindhoven Qualification Meet 2022 | Nationaal Zwemcentrum de Tongelreep,Eindhoven | 8-10 april  |
| 1      | Eindhoven Qualification Meet 2021 | Nationaal Zwemcentrum de Tongelreep,Eindhoven | 9 -11 april |